# Benjamin Deschamps
Benjamin Deschamps est un saxophoniste jazz de la scène montréalaise. Il se distingue par ses nombreux prix, dont la Révélation Radio-Canada en jazz 2017-2018. Bien qu'il soit surtout reconnu pour ses talents de saxophoniste et de compositeur, il est aussi arrangeur et joue la flûte traversière et la clarinette.

## Biographie
Ayant grandi avec un père musicien et professeur de musique, Benjamin Deschamps a un intérêt pour la musique depuis son enfance. Il fait ses premiers pas musicaux à douze ans au Collège Notre-Dame, où il choisit de jouer du saxophone. Passionné par la musique classique, il poursuit sa formation musicale en s'inscrivant à des études collégiales en musique jazz au Cégep Saint-Laurent. Durant son parcours, il découvre un peu plus le monde de la musique jazz et du saxophone et étudie avec Jean-Pierre Zanella. Il est interpellé par le côté créatif et libre de ce genre qui lui apprend à improviser et à jouer avec les harmonies. Il complète donc en 2012 son baccalauréat en interprétation jazz à l'Université McGill où il apprend beaucoup de ses professeurs, Rémi Bolduc, Frank Lozano, Jan Jarczyk et Joe Sullivan.
Après ses études collégiales, il intègre le Montreal All City Big Band dont il sera membre de 2006 à 2010. Il quitte le groupe pour fonder l’Atomic Big Band en 2010 avec des musiciens de la relève jazz montréalaise. À la suite de l'obtention de son baccalauréat, Deschamps prend part à la tournée de l'Orchestre jazz 1 de McGill qui se rend jusqu'en France, en même temps de diriger le Montreal All City Big Band.
En 2013, il performe avec le groupe Odd Lot de Jacques Kuba Séguin dans une tournée en Pologne. À son retour, il fonde le Benjamin Deschamps Quartet avec ses amis Charles Trudel au piano, Sébastien Pellerin à la contrebasse et Alain Bourgeois à la batterie. Ils lancent leur premier album, What Do We Know, en mars 2014. Devenu un quintet, avec l'arrivée de Jean-Nicolas Trottier au trombone, le groupe de jazz lance son deuxième album, Demi-nuit, en 2017.C'est la bourse de Création Jazz du Conseil des Arts de Montréal, reçue à la suite de l'obtention de sa maîtrise en interprétation jazz à l'université McGill, qui finance cet album.
Deschamps sort son troisième enregistrement en 2018 avec son groupe No Codes.
Il performe aussi avec de nombreux artistes de différents genres musicaux en tant que sideman. Il va notamment au Mexique et dans l'ouest canadien avec le Rachel Therrien's Quintet et en Europe avec Garou et avec la production Forever Gentlemen.Il joue aussi avec l'Ensemble Charles Trudel et avec le JazzLab Orchestra. Il participe à l'enregistrement de plusieurs albums, dont les artistes Steve Hill, Damien Robitaille et Bernard Adamus.

## Discographie

### Leader
- What do we know, Benjamin Deschamps Quartet (2014)
- Demi-Nuit, Benjamin Deschamps Quintet (2017)
- No Codes, No Codes (2018)
- Unfinished Business (2021)

### Sideman
- Montreal All City Big Band (2008)
- Bigras Fan, Dan Bigras (2009)
- Lulu Hughes & the Montreal all city big band (2010)
- Double Feature, McGill University Jazz Orchestra I (2012)
- La première fois, Fanfare Jarry (2014)[6]
- Home Inspiration, Rachel Therrien Quintet (2014) - saxophone alto[7]
- Insight Out, Vera Marijt (2015) - saxophone alto[8]
- Fruit, Ensemble Charles Trudel (2017) - saxophone alto[9]
- WDYT, Rachel Therrien Quintet (2017) - saxophone alto
- Ensemble de Magnac, Sebastien Bailey (2018) - saxophone alto[10]
- Oshosi, Thomas Morelli-Bernard (2019) - saxophones soprano, alto et ténor, flute et piccolo[11]
- Forever Overhead, Tim Baker (2019) - saxophone ténor[12]
- C'qui nous reste du Texas, Bernard Adamus (2019)[13]
- Marjorie Kelly, Mat Vezio (2019) - saxophones ténor et baryton[14]
- Bientôt ce sera Noël, Damien Robitaille (2019) - saxophone baryton, clarinette, flute et piccolo[15]
- Steve Hill and the Devil Horns, Steve Hill (2020) - saxophone ténor[16]
- Loguslabusmuszikus, JazzLab Orchestra (2021) - saxophone tenor, soprano et flute[17]
- Take It or Leave It, Izzo Blues Coalition (2021) - saxophone tenor et baryton[18]

## Prix et distinctions
- Grand Prix du Festi Jazz de Rimouski 2013 avec le Benjamin Deschamps Quartet[19]
- Bourse de création jazz du Conseil des arts de Montréal en 2016[20]
- Révélation Radio-Canada en jazz 2017-2018[21]
- TD Grand Jazz Award 2019 du Festival International de Jazz de Montréal[22]
- Prix du JPL Victo Jazz 2019 avec le Benjamin Deschamps Quintet[20]